# Chiesa della Santissima Trinità (Sassari)
La chiesa della Santissima Trinità è un edificio religioso situato a Sassari. Si trova alla confluenza tra la piazza Mercato e il corso Trinità, all'esterno delle mura storiche della città, di fronte all'antica porta di Rosello. A fianco si trova la Fontana di Rosello.

## Descrizione
L'Ordine religioso dei Trinitari ebbe il suo primo insediamento nella città di Sassari sul Monte Rosello, come attestano alcuni documenti del 1632. Nel 1640 l'Ordine entrò in possesso del sito prospiciente la porta di Rosello, dove attualmente si trova la chiesa, e per lungo tempo la data è stata considerata il termine post quem per la sua edificazione.
Tuttavia precisi riscontri documentali hanno dimostrato che la costruzione dell'edificio e dell'annessa struttura conventuale (oggi non più esistente poiché demolita negli anni Quaranta dell'Ottocento), è da collocare entro il primo quarto del XVIII secolo. Infatti, la nuova fabbrica è menzionata per la prima volta in un testamento del 1708, e del 1710 è il documento che permette di conoscere il nome del direttore dei lavori, Antonio Mela, uno tra i capomastri-impresari più importanti e attivi della prima metà del Settecento. La chiesa risulta ancora in costruzione negli anni 1718 e 1727 e si può supporre che i lavori fossero ormai compiuti attorno al 1729, anno in cui il Mela è impegnato nella chiesa e nel convento del Carmelo di Sassari.
La facciata è divisa in due ordini da una cornice marcapiano riccamente decorata. L'ordine inferiore, ripartito in tre specchi da lesene tuscaniche, presenta un unico portale con timpano curvilineo spezzato entro il quale, con attento rispetto della simmetria, si colloca l'insegna dei Trinitari retta ai lati da due angeli circondati da un fitto ornato a girali. Al di sopra dell'insegna, e all'interno della cornice, si trova il bassorilievo raffigurante, tra ornati fitomorfi e angeli, i due santi dell'ordine, San Giovanni de Matha e San Felice di Valois, inginocchiati ai lati del cervo con la croce sulla fronte.
L'impianto è ad aula mononavata divisa in tre ampie campate da paraste tuscaniche con capitello; sulla cornice modanata, che prosegue anche nella cappella absidale e poggiante sulle paraste, tutta decorata da una fascia con rosette e riquadri scolpiti ad altorilievo con motivi fitomorfi e testine angeliche, si imposta la volta a botte scandita da due arconi trasversi e dalle lunette entro le quali si collocano le finestre quadrangolari.
La cappella absidale a pianta quadrata, più stretta e bassa della navata, si raccorda all'aula tramite un arco trionfale a tutto sesto particolarmente alto, al di sopra del quale è un oculo ovale. Le cappelle laterali, tre su ciascun lato e poco profonde, hanno archi di accesso a tutto tondo sormontati da tre rosette, e sono in tutto simili a quelli della chiesa di Sant'Antonio Abate di Sassari.
Nel primo decennio del Novecento la chiesa fu interessata da alcune modifiche che hanno comportato l'ampliamento della terza cappella a s., la decorazione dell'abside in stile neogotico e l'introduzione di un riquadro nel centro della volta.

## Studi
La chiesa è oggetto di una sintetica scheda nel volume di Salvatore Naitza sull'architettura tardoseicentesca e purista (1992).